# Kollerschlag
Kollerschlag je městys v rakouské spolkové zemi Horní Rakousy, v okrese Rohrbach.
V roce 2012 zde žilo 1 502 obyvatel.